# ويب دلالي
- الويب الدلالي (بالإنجليزية: Semantic Web)‏ (أو ما يطلق عليها أحياناً «الويب ذات الدلالات اللفظية» أو «الويب ذات المعنى») هو ثورة جديدة في عالم الويب حيث تصبح المعلومات والبيانات قابلة للمعالجة منطقياً من قِبل برامج الحاسوب بحيث تتحول تلك المعلومات والبيانات إلى شبكة بيانات ذات معنى ، «أي أنه يمكن للبرامج الحاسوبية الخاصة أن تعرف ماذا تعني هذه البيانات».
- الويب الدلالي مجموعة من الطرائق والتقنيات المتبعة لجعل الآلات قادرة على فهم المعاني أو «الدلالات» للمعلومات على الشبكة العنكبوتية العالمية.[4]
- الويب الدلالي شبكة من البيانات التي يمكن معالجتها من قبل الآلات بشكل مباشر أو غير مباشر.[5]
- الويب الدلالي هو جعل الويب أكثر قابليةً للفهم من قبل الآلات.[6]
- الويب الدلالي هو بناء بنية تحتية مناسبة للعملاء الأذكياء (Intelligent Agents) للقيام بعمليات معقدة لمستخدميهم.[7]
- الويب الدلالي هو التعريف الصريح عن المعلومات الموجودة في العديد من تطبيقات الويب، ودمج المعلومات بطريقة ذكية، وتوفير الوصول المعنوي الدلالي إلى الإنترنت، واستخراج المعرفة من النصوص.[8]

## المشكلة
إن ورود المعلومات على الإنترنت يزداد بشكل كبير، فقد أصبح الإنترنت مكانًا للتعبير عن الأفكار، سرد القصص، إنشاء المدونات ومشاركة الفيديوهات والصور والملفات الصوتية وما إلى ذلك. وهو ما جعل كمّ المعلومات المتوفرة للفرد الواحد أكبر بكثير مما يُمكن له أن يستفيد منه. تعريض العقل البشري لهذا الكم الهائل من المعلومات من شأنه أن يتسبب فيما يُمكن أن نصفه بوصف «الضياع في فضاء المعلومات»، وذلك راجع إلى بقاء المعلومات المفيدة بعيدة المنال بسبب تراكم الكثير من المعلومات غير المفيدة وغير المرتبطة بالموضوع المراد البحث عنه من قبل المستخدم. لحسن الحظ، مثلما يزداد ورود المعلومات، تزداد مقدرات معالجة المعلومات اوتوماتيكياً، لذا يوجد إمكانيات كبيرة للاستفادة من مقدرات الأتمتة هذه بهدف استخراج المعلومات والخدمات من فيضان الويب والمرتبطة بالمستخدم، وتوصيلها إليه عن طريق واجهة مستخدم معيارية (Standardized User Interface). إن أهمية الحصول على المعلومات بهذه الطريقة التكيفية يزداد بازدياد كتلة المعلومات المتوفرة على الإنترنت.
تعتبر شبكة الويب أغنى المصادر المعلوماتية بما تحويه من مستندات ومعلومات ومصادر منوعة يمكن الوصول إليها عن طريق محركات البحث التقليدية. غير أن تنظيم هذه المعلومات والمستندات بصورة تسهل عملية البحث فيها والوصول إليها، يعتبر أمراً غاية في الصعوبة. يضاف إلى ذلك، أنه في ظل التزايد المستمر في حجم المعلومات المنشورة في شبكة الويب أصبح من الصعوبة بمكان قيام محركات البحث بإيجاد المعلومات المناسبة.
ومن هذه المشكلة ظهرت فكرة «الويب ذات الدلالات والمعاني اللفظية»، أو ما يطلق عليه بالإنجليزية مصطلح (Semantic Web)، والتي هي امتداد للويب الحالية ولكن تختلف عنها بأنها تتفهم مدلولات الألفاظ والمعاني البشرية.

## نشأة الويب الدلالي
تم اقتراح الويب الدلالي من قبل مدير منظمة W3C تيم برنرز لي كوسيط عالمي لتبادل المعلومات والمعرفة البشرية.
ففي ديسمبر 2004 عاد الدكتور لي ليتحدث عن مشروع الويب الدلالي التي يقوم على فكرة التعامل مع المعلومات المتاحة على الويب آلياً وفقاً لدلالاتها ومعانيها، وكان دافعه في ذلك أن 80 % من محتوى الويب الحالي عبارة عن نصوص صُممت لكي يقرأها ويفهمها البشر، بينما برامج الحاسب ومتصفحات الويب وبرامج البحث عاجزة عن التعامل مع هذا المحتوى وفهمه وتحليله بناء على دلالته أو مضمونه، وهكذا سرعان ما تدافعت الأبحاث وجهود التطوير المتعلقة بالويب الدلالي، وفي غضون أقل من عامين فقط على إطلاق الدكتور لي لرؤيته تشكلت البذور الأولى للويب الدلالي وبداء أنها ستقود العالم نحو ثورة جديدة في عالم الإنترنت تعصف بالكثير من الثوابت الحالية وتنبئ بتغييرات عميقة ليس على مستوى التكنولوجيا ولكن على مستوى الثقافة والهوية والحضارة.

## البحث في الويب الدلالي
يهدف البحث في الويب الدلالي إلى الإجابة عن أمرين أساسيين هما:
1. كيف نستطيع أن نمثل المعرفة بطريقة تجعلها قابلة للفهم والمعالجة أوتوماتيكياً من قبل الحواسيب؟
2. عندما نحصل على هذه المعلومات؛ كيف يمكننا أن نستفيد منها في التطبيقات الواقعية العملية؟[9]

أولاً: للإجابة عن السؤال الأول ظهر مصطلح الأنطولوجيا الذي له أصله في علم الفلسفة، ففي الفلسفة يعني دراسة الكيانات والعلاقات بينها. واسقط الباحثون في مجال الويب الدلالي هذا المصطلح في حل مشاكلهم فاستخدموه للتعبير عن تمثيل رسمي للمعرفة على أنها مجموعة من المفاهيم في مجال محدد، والعلاقات بين هذه المفاهيم، ويمكن أن تتضمن الأنطولوجية وصفاً للصفوف (Classes) والكائنات (Objects) وخصائصها (Properties) والعلاقات بينها. ومن اللغات التي تستخدم لوصف الأنطولوجيات (RDF, RDF Schema, OWL).
ثانياً: للإجابة عن السؤال الثاني نعرض فيما يلي مثالاً بسيطاً لتطبيق للويب الدلالي:
لنفرض نظام ويب دلالي مهمته إدارة بيع وشراء سيارت مستعملة عبر الإنترنت. فهذا النظام سوف يحتوي على برنامجين رئيسيين:
- واحد من أجل الذين يريدون شراء سيارة
- وآخر من أجل الذين يريدون بيع سيارة

في البرنامج الأول يستخدم المستخدم تطبيقاً يكتب فيه اسم شركة وموديل السيارة التي يريد شراءها ويجب في هذا البرنامج سؤال المستخدم عن اسمه وعنوانه وبريده الإلكتروني وتخزينها في ملفات RDF وعند إرسال طلب السيارة سوف يعيد التطبيق قائمة بالسيارات المعروضة للبيع مع أسعارها وتواريخها وأماكنها ومدى توافرها.
أما في البرنامج الثاني فيستخدم المستخدم تطبيقاً يكتب فيه اسم شركة وموديل السيارة التي يريد بيعها وعندما يرسل المستخدم الطلب سوف يطلب التطبيق منه المزيد من المعلومات وتخزينها في ملف (RDF) ومن الممكن أن تكون المعلومات التي خزنها هي هوية المستخدم (اسمه وعنوانه وبريده الإلكتروني ورقم هويته) ومعلومات عن السيارة التي يريد المستخدم بيعها مثل (الشركة المصنعة ورقم الموديل والسعر والوصف). إن ما يفعله هذا البرنامج وراء الكواليس هو إنشاء ملف (RDF) يحوي العديد من مؤشرات الـ (RDF) فهو يضع مؤشراً للمعلومات عن المستخدم ومؤشراً للشركة المصنعة للسيارة وموديلاتها ووتجار الشركة في منطقة المستخدم ومؤشراً لقطع الغيار والأسعار وغيرها.

## تقنية الويب الدلالي
يتألف الويب الدلالي من نماذج بيانات تستخدم عدداً من التقنيات لتمثيلها منها:
- لغة لتنسيق تبادل البيانات: مثل لغة إطار توصيف الموارد (Resource Description Framework) واختصارها RDF، أو بدائلها مثل RDF/XML وN3 وسلحفاة وN-Triples.
- مخططات العلاقات مثل (مخطط RDF) ولغة وجودية الويب (Web Ontology Language) واختصارها OWL، والتي تسهل عملية توصيف المفاهيم والمصطلحات والعلاقات ضمن مجال معين.
- محرك الاستدلال: والذي يحتوي على قواعد استدلالية تستخدم اللغتان السابق ذكرهما ولغات أخرى مبنية عليها لإعطاء نتائج منطقية تماما كما يفكر البشر.

يضم الويب الدلالي مصادر الويب المنشأة حديثاً وتلك التي زودت بوسائل المعالجة الحاسوبية (الدلالية) لتصبح متوافقة للويب الدلالي.

## مفهوم عمل الويب الدلالي
الويب الدلالي يعطي معنى للكيانات والعلاقات التي بينها وأظهرها على صفحات الإنترنت.
بمعنى أنه عند التواصل بين حاسوب وآخر النحو جدا مهم. إذا طلبت صفحة إنترنت فإنك تأمر السيرفر بتحميلها. ويبحث عنها ويظهرها في نسخة html. ولكن ما هو مكتوب على تلك الصفحات يبقى غير مفهوم له !
نفس الشيء يحصل عند البحث على الإنترنت. المحرك يبحث في مليارات الصفحات للكلمات التي أردت البحث عنها وبعدها يظهرها عبر صفحات في لائحة فيها الكلمة التي بحثت عنها ولكن المضمون وما أردت البحث عنه بالتحديد غير معروف أو مفهوم للمحرك.
لهذا يمكننا القول بأن محرك البحث والحاسب مثل الببغاء يقولون ما نعلمهم إياه ولكن لا يفهمونه. الويب الحالي يمكن تسميته ويب الملفات. الملفات مرتبطة بشكل ذكي يبعضها البعض ولكن ما يوجد بداخلها يظل غامضاً.
وبما أن المستخدم يبحث عن مضمون تلك المفات مثل التي تتحدث عن ناس، حوادث، شركات، بلدان، رياضة، طعام، تطور، علوم... مواضيع عديدة تتحدث عن أفراد... أو في كلمة واحدة مكونات- entity.
إذاً فالذكاء والتطوير هنا أن نُعرف الحاسب والويب عما يوجد داخل تلك الملفات !! هذا هو سيمنتاك ويب أو الويب الدلالي.
إذا الويب الدلالي هو عكس الويب الحالي. هو ويب مع كيانات.

## مكونات الوب الدلالي

مكدس الوب الدلالي.

يتضمن الوب الدلالي مجموعة معايير وأدوات، هي لغة الترميز القابلة للامتداد ومخططات XML وRDF ومخططات RDF وOWL والتي تنتظم جميعاً ضمن ما يسمى مكدس الوب الدلالي Semantic Web Stack. و فيما يلي وصف لوظائف وعلاقات كل من مكونات الوب الدلالي التالية:
- تقوم لغة تأشير لغة الترميز القابلة للامتداد بتقديم نظم syntax عنصري لبنية المحتوى داخل الوثيقة، دون أن تقدم أية دلالات حول معنى المحتوى الذي تتضمنه.
- أما مخطط XML فهو لغة لتقديم وتحديد بنية محتوى العناصر الموجودة داخل وثائق XML.
- إطار توصيف الموارد RDF هو لغة بسيطة للتعبير عن نماذج البيانات، التي تعود لكائنات (هي بالأحرى موارد وب) والعلاقات العائدة لهذه الكائنات. يمكن بالطبع التعبير عن نموذج مبني بهذا الإطار من خلال قواعد XML نفسها.
- يقوم مخطط RDF بتوسيع إطار RDF، فهو مجموعة مفردات لوصف خصائص وصفوف موارد RDF، بالإضافات إلى معلومات دلالية تخدم هيكيليات عامة لمثل هذه الخصائص والصفوف.
- تضيف لغة أنطولوجية الوب مفردات إضافية لوصف الخصائص والصفوف: كالعلاقات بين الصفوف (التنافي مثلاً)، الأصالة، المساواة، أنماطاً أكثر تنوعاً من الخصائص، والمميزات التي يمكن أن تأخذها تلك الخصائص.
- أما سباركل فهو بروتوكول ولغة استعلام لمصادر بيانات الوب الدلالي.

## نظريتا «من الأسفل للأعلى» و«من الأعلى للأسفل»
يوجد رؤيتان للويب الدلالي هما:
- «من الأسفل للأعلى» (Bottom-up): "ضف أو زود جميع الملفات على الإنترنت بمعلومات إضافية واجعلها مفهومة أكثر لتطبيقات الإنترنت. هذه المعلومات الإضافية أو التعليقات بكلمة أخرى - annotations- تشرح المكونات وعلاقاتها. التعليقات يمكن أن تكون على شكل RDF أو Microformats.

يعتبر تيم برنرز لي المؤسس الأساسي والمدافع الأول عن هذه التقنية. في شباط الماضي قام تيم بشرح المفهوم وكيف ممكن للويب الجديد أن يساعد المطورين[بحاجة لمصدر].
- «من الأعلى للأسفل» (Top-Down): من أهم المدافعين Alex Iskold، حيث يرون أن مقاربة «من الأسفل للأعلى» غير عملية. فإنه ليس من الممكن حسب وجهة نظرهم «إضافة تعليق» على كل صفحات الإنترنت. لهذا يطلبون تطوير تطبيقات تجعل البيانات مفهومة أكثر في النصوص. أي إخراج المفهوم لما هو موجود من سياق الصفحة.

محركا بحث Hakia و Powerset هما من الأمثلة الحية لتطبيقات تفهم اللغة الطبيعية للإنسان ولكن اللغة الإنكليزية فقط.

## أهمية الويب الدلالي
الويب الدلالي هو الحل الطبيعي لمشاكل الويب، وهو الطريقة التي لا بد منها لجعل إيراد المعلومات الهائل على الويب مفيداً ومستجيباً للبشر؛ حيث لا نستطيع بعد الآن أن نعرض العقل البشري لهذه الكمية الهائلة من البيانات وأن نتوقع منه أن يتعامل معها وو يحللها ويستخرج ويركب المعرفة منها. بدلاً من ذلك، يجب أن نكون قادرين على أن نعالج المعلومات أوتوماتيكياً ونقدمها للمستخدم منمذجة ومرتبة لغرض معين، والويب الدلالي يسهل علينا هذه المهمة فهو يصف العلاقات بين الأشياء وخصائصها عن طريق استخدام مجموعة من الأدوات التي تساعد في تحقيق ذلك مثل:
لغة الترميز الموسعة (XML, Extensible Markup Language)، وخرائط المفاهيم أو الأنتولوجي (Ontology)، والمعيار العام لوصف المصادر (Resource Description Framework)، ولغة انتولوجيا الويب (OWL, Ontology Web Language).
أيضا تعتبر هذه اللغات معايير قياسية (Standards) متاحة للجميع ويمكن الرجوع إليها كمعيار موحد في تمثيل البيانات، وبالتالي فإن استخدامها في تطبيقات الويب الدلالية ستمنح البيانات قابلية أكثر للتبادل (Interoperability) والوصول (Accessible) من دون الحاجة لتحويلها إلى صيغة يفهمها الطرف الآخر.
إن مبادرة الويب الدلالية هي نظرة مستقبلية للشبكة العالمية ويشترك الكل في تكوينها ونجاحها. لذا فإن الأمثلة التي نطرحها تمثل رؤية مستقبلية فيما لوتحقق إنشاء الويب الدلالية. إلا أن هذه الرؤية المستقبلية لا تمنع أبدا من أن نستفيد من تقنياتها حاليا وسنبين في سياق هذا البحث ما يوضح عددا من التطبيقات التي تستخدم تقنيات الويب الدلالية لاستعراض نجاحاتها.

## مشاريع في الويب الدلالي
أولاً: DBPedia
يهدف هذا المشروع إلى استخراج المعلومات المنظمة من المعلومات الموجودة على موقع الويكيبيديا، ومن ثم عرض هذه المعلومات على الويب. يسمح هذا المشروع بالاستعلام عن الخصائص والعلاقات المرتطبة بموارد المعلومات الموجودة على الويكيبيديا بالإضافة إلى وصلات لقواعد بيانات أخرى مرتبطة. يصف مخترع الشبكة العنكبوتية العالمية (Tim Berners-Lee) هذا المشروع بأنه أحد أشهر أجزاء مشروع (Linked Data)
ثانياً: (FOAF Friend of a Friend)
يعتبر هذا المشروع أول مشروع في الويب الدلالي الاجتماعي حيث أنه يجمع بين تقنية الـ (RDF) واهتمامات الويب الاجتماعي وهو أنطولوجيا تفهمها الحواسيب تصف الأشخاص، وأنشطتهم وعلاقتهم مع الأشخاص الآخرين والأشياء، ويسمح هذا المشروع بوصف الشبكات الاجتماعية (Social Networks) دون الحاجة إلى قاعدة بيانات مركزية. كتبت أنطولوجيا المشروع باستخدم اللغتين (RDF) و (OWL) ويمكن أن تستخدم الحواسيب هذه الأنطولوجيا مثلاً للحصول على قائمة بأسماء جميع الأشخاص الذين يقطنون في أوروبا أو مثلاً قائمة بأسماء الأشخاص الذين يعرفهم صديقك وتعرفهم أنت.
ثالثاً: GoodRelations
هذا المشروع هو أنطولوجيا مشهورة في التجارة الإلكترونية وتستخدم في التعبير عن معلومات المنتجات، والأسعار، وطرق الدفع وغيرها. ومن الشركات التي تبنت هذه الأنطولوجيا في تعاملاتها التجارية (Google, BestBuy, Overstock, Yahoo!, OpenLink Software, O’Reilly Media, the Book Mashup) وغيرها.
رابعاً: (SIOC Semantically-Interlinked Online Communities)
يوفر هذا المشروع أنطولوجيا توضح مفردات لمصطلحات وعلاقات تمثل فضاءات بيانات الويب. وتمثل فضاءات بيانات الويب كل من منتديات المناقشة والمدونات والقوائم البريدية ومعارض الصور وغيرها.

## التحديات التي تواجه الويب الدلالي
بعض التحديات التي تواجه الويب الدلالي هي الضخامة، والغموض، وعدم التأكد، والتناقض، والخداع. وتقع على عاتق الأنظمة المؤتمتة مهمة التعامل مع هذه القضايا للوصول إلى الهدف من الويب الدلالي.
1.	الضخامة: تحتوي الشبكة العنكبوتية العالمية على الأقل على 14.29 مليار صفحة من تاريخ هذه الكتابة (26/12/2010)، لذا فأنظمة الأتمتة يجب أن تكون قادرة على التعامل مع إدخالات كبيرة جداً
2.	الغموض: يوجد بعض المفاهيم غير الدقيقة مثل (طويل) أو (مسن) حيث لا يمكننا الحكم على شي بأحد هاتين الصفتين. وتأتي هذه المشكلة من اختلاف معنى هذه الصفات من منظور لآخر. المنطق الغامض (Fuzzy Logic) هو التقنية الأكثر انتشاراً للتعامل مع مشاكل الغموض.
3.	عدم التأكد: يأتي عدم التأكد من وجود مفاهيم دقيقة لكن قيمها غير دقيقة، مثلاً يمكن لمريض أن يملك عدداً من الأعراض التي تؤشر إلى أكثر من مرض وباحتمالية مختلفة، وتقنيات المنطق الاحتمالي توظف في حل مثل هذه المشاكل.
4.	التناقض: لا بد أن تظهر التناقضات المنطقية من نمو الأنطولوجيات الكبيرة، وعندما يتم جمع أنطولوجيات من مصادر مختلفة. المنطق الاستنتاجي يفشل بشكل كارثي عند يواجه التناقض. المنطق القابل للإبطال هو أحد طرق حل هذه المشكلة.
5.	الخداع: ويحصل عندما يتعمد مقدم المعلومات تضليل المستهلك. يستفاد من تقنيات التشفير للتخفيف من هذه المشكلة.

## وصلات خارجية
- مقال حول HTML5 والويب الدلالي
- الوب الدلالي: نمط جديد من محتوى الوِب الذي تَفهمه الحواسيب سيؤدي إلى إطلاق العنان لثورة من الإمكانيات الجديدة، المقالة المرجعية في مجال الوب الدلالي والتي كتبها تيم برنرز لي وجيمز هندلر James Hendler وأورا لاسيلا Ora Lassila في مجلة العلمي الأمريكي عام 2001. (رابط المقالة الإنكليزية)
- مقالة عن معنى ومستقبل الوب الدلالي
- الجيل الثالث من الوب قادم
- ويكيبيديا 3.0: نهاية جوجل؟
- الأسئلة الأكثر تكراراً حول الوب الدلالي
- أخبار التقنية الدلالية